# Polyommatus lucifera
Polyommatus lucifera är en fjärilsart som beskrevs av Otto Staudinger 1867. Polyommatus lucifera ingår i släktet Polyommatus och familjen juvelvingar. Inga underarter finns listade i Catalogue of Life.